# Piac (közgazdaságtan)
A piac fogalmán tágabb, gazdasági értelemben minden olyan – tényleges, vagy akár elvont – helyet értünk, ahol egy vagy több jószág és (vagy) a pénz cseréje zajlik. A csere lebonyolításához eladókra és vevőkre, pontosabban a javak kínálatára és keresletére van szükség.
Létezik egy olyan értelmezés is, amely a „piac” fogalmát a piaci mechanizmussal, a gazdaságban lévő javak elosztásának piaci koordinációjával azonosítja.

## A piac közgazdasági értelemben
Az egyes javak piacainak leglényegesebb tulajdonsága a közgazdaságtan szemszögéből az, hogy összegyűjtik a jószág vevőit és eladóit (az úgynevezett piaci szereplőket), így a csere tranzakciós költségei jelentősen csökkennek.
A piacon kínált jószág jellege alapján beszélhetünk:
- árupiacokról;
- szolgáltatáspiacokról, ahol a szolgáltatások cserélnek gazdát;
- munkaerőpiacról, ami a munkaerő kínálatának (háztartások) és keresletének (vállalatok) „találkozóhelye”;
- tőke- és pénzpiacokról, amik a tőkével, befektetésekkel, pénzzel való kereskedés helyszínei;
- az információ piacáról.

### A tökéletes piac
A közgazdászok általában minden valóságos piacot egy ideális, tökéletes piachoz hasonlítanak, amely a következő tulajdonságokkal kell hogy rendelkezzen:
- a javak homogenitása, vagyis az egyes jószágegységek között nincsenek minőségbeli különbségek;
- átláthatóság (transzparencia), amelynek lényege, hogy a piac minden szereplője tisztában van az összes, a csere végeredménye szempontjából releváns információval;
- racionális piaci szereplők, akik az összes információ figyelembevételével hasznosságuk maximalizálására törekszenek;
- nincsenek időbeli és helyi különbségek (ha vannak, akkor már nem egy piacról beszélünk);
- a szereplők azonnali reakciója követ minden piaci változást.

A tökéletes piacot egy modellnek kell tekintenünk, ami a valóságban sehol sem található meg. Bizonyos létező piacok azonban, így a tőzsde, kétségkívül közel állnak hozzá.

### A piaci ár
A piaci ár kialakulása a piacok egyik legfontosabb jellemzője. Tökéletes piac esetén belátható, hogy az egyes javak ára a piaci egyensúly kialakulásával kiegyenlítődik; ennek oka, hogy az átláthatóság és a minőségbeli különbségek hiánya következtében a vevők mindig a legalacsonyabb árat kérő személytől vásárolnak, így előbb-utóbb minden eladó, ha nem akar tönkremenni, kénytelen lesz ezt az árat kérni. Ezt a folyamatot hívjuk piaci mechanizmusnak. Versenyzői piacon az árak folyamatos alákínálgatásának az áruk határköltsége szab határt; más, nem versenyzői piacokon azonban a piaci mechanizmus többnyire nem működik teljes hatékonysággal, és az egyensúlyi ár magasabb, illetve alacsonyabb lesz a határköltségnél.

### A piaci formák
A vevők és az eladók száma alapján a piacoknak tíz nagy csoportját különböztetjük meg:
|              |       | Vevők száma                                        | Vevők száma                           | Vevők száma                         |
| ------------ | ----- | -------------------------------------------------- | ------------------------------------- | ----------------------------------- |
|              |       | sok                                                | kevés                                 | egy                                 |
| Eladók száma | sok   | Tökéletes verseny                                  | Keresleti oligopólium (Oligopszónium) | Keresleti monopólium (Monopszónium) |
| Eladók száma | kevés | Kínálati oligopólium vagy: Monopolisztikus verseny | Kétoldalú oligopólium                 | Korlátozott keresleti monopólium    |
| Eladók száma | egy   | Kínálati monopólium                                | Korlátozott kínálati monopólium       | Kétoldalú monopólium                |

A kínálati oligopólium és a monopolisztikus verseny között az a különbség, hogy míg előbbinél feltételezzük a javak homogenitását, addig az utóbbinál az eladók termékdifferenciálásra, áruik minél erőteljesebb megkülönböztetésére törekszenek.